# Beinn Bhreac (Aberdeenshire)
Der Beinn Bhreac ist ein 931 m (3.054 ft) hoher, als Munro eingestufter Berg in Schottland. Sein gälischer Name bedeutet in etwa Gefleckter Berg oder Gesprenkelter Berg. Der Gipfel liegt in der Council Area Aberdeenshire in den zentralen Cairngorms gut 20 Kilometer südlich von Aviemore und knapp 30 Kilometer westlich von Braemar.
Durch seine Lage am Südrand der zentralen Cairngorms bietet der Beinn Bhreac weite Aussichten auf das Tal des River Dee und das südlich anschließende Bergland, ist aber ansonsten ein vergleichsweise unauffälliger Berg. Er schließt die Mòine Bhealaidh, ein aus Moor- und Heideflächen bestehendes auf etwa 850 Meter Höhe liegendes Hochplateau, das sich zwischen den zentralen Cairngorms und dem östlich davon gelegenen Beinn a’ Bhùird befindet, nach Süden ab. Von Norden heben sich die beiden, jeweils durch einen Cairn gekennzeichneten Gipfel des Beinn Bhreac kaum vom Hochplateau ab. Die südöstliche der beiden flachen, von Granitbrocken übersäten Gipfelkuppen ist vier Meter höher und der Hauptgipfel, zwischen beiden liegt eine gut zwanzig Meter niedrigere Senke. Nach Westen fällt der Berg mit teils steilen, teils moderaten grasbewachsenen und schrofigen Hängen in das Glen Derry ab. Vom Hauptgipfel läuft ein kurzer, im oberen Bereich steiniger Grat direkt nach Süden. Im Osten schneidet das Dubh Ghleann von Süden in die Mòine Bhealaidh ein, der Beinn Bhreac besitzt hier steilere, und teils felsdurchsetzte Flanken.

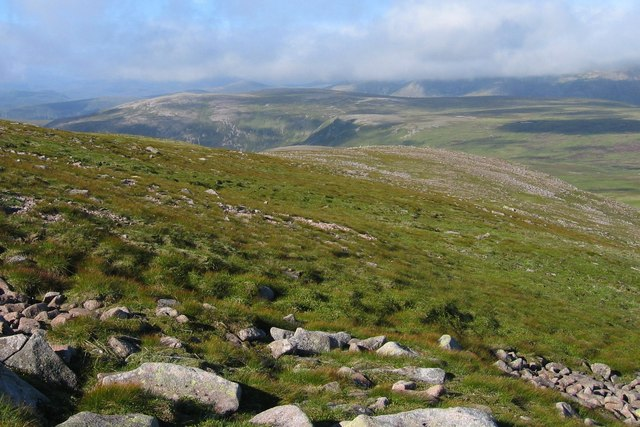
Blick von der Westflanke des Beinn a’ Bhùird über das Hochplateau Mòine Bhealaidh zu den sich kaum abhebenden Gipfelbereichen des Beinn Bhreac
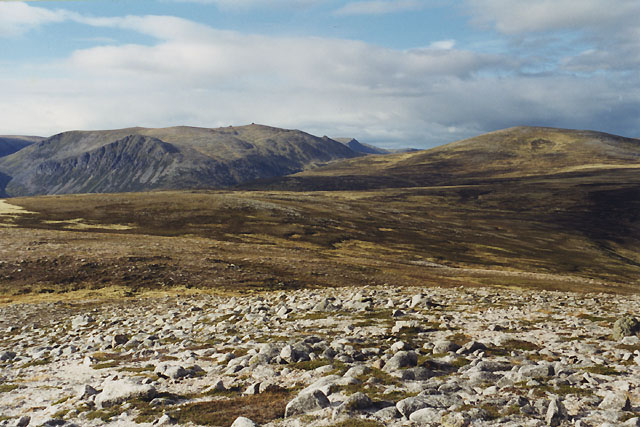
Blick vom Hauptgipfel nach Nordwesten, links der Beinn Mheadhoin, rechts der Beinn a’ Chaorainn, in Bildmitte im Hintergrund der Bynack More
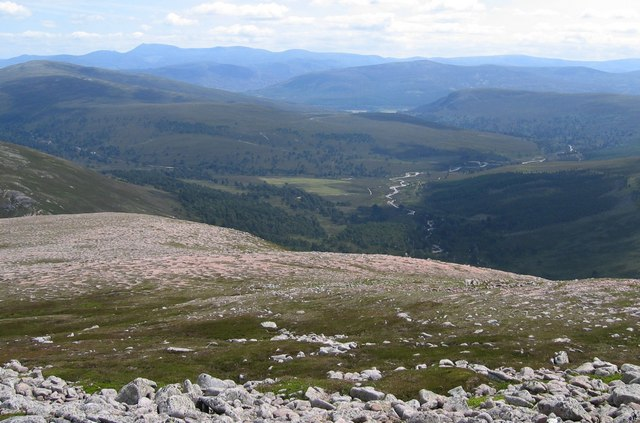
Blick vom Hauptgipfel nach Südosten auf Glen Quoich, links im Hintergrund der Lochnagar
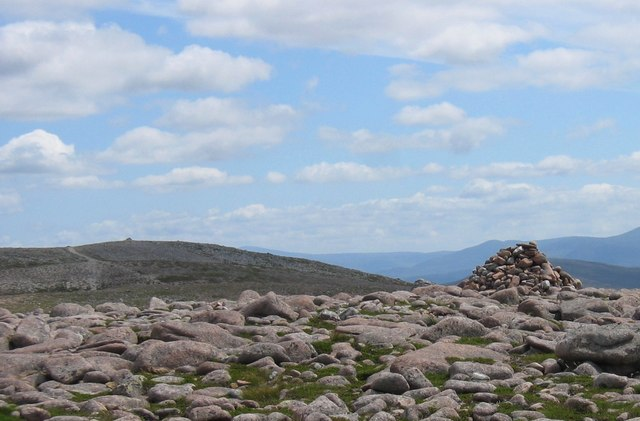
Der Gipfelcairn auf dem niedrigeren der beiden Gipfel des Beinn Bhreac, Blick nach Osten zum Hauptgipfel

Üblicher Ausgangspunkt für eine Besteigung des Beinn Bhreac ist ein Parkplatz an der von Braemar im Glen Dee verlaufenden Fahrstraße bei den als Linn of Dee bezeichneten Wasserfällen des Dee. Der Zustieg führt durch das nach Norden führende Glen Lui und das Glen Derry. Oberhalb der Derry Lodge führt der Zustieg über die Südwestseite des Bergs. Munro-Bagger kombinieren den Beinn Bhreac oft mit der Besteigung des am Nordrand der Moine Bhealaidh liegenden und über die Hochfläche zu erreichenden, 1083 Meter hohen Beinn a’ Chaorainn.